# カウナス工科大学

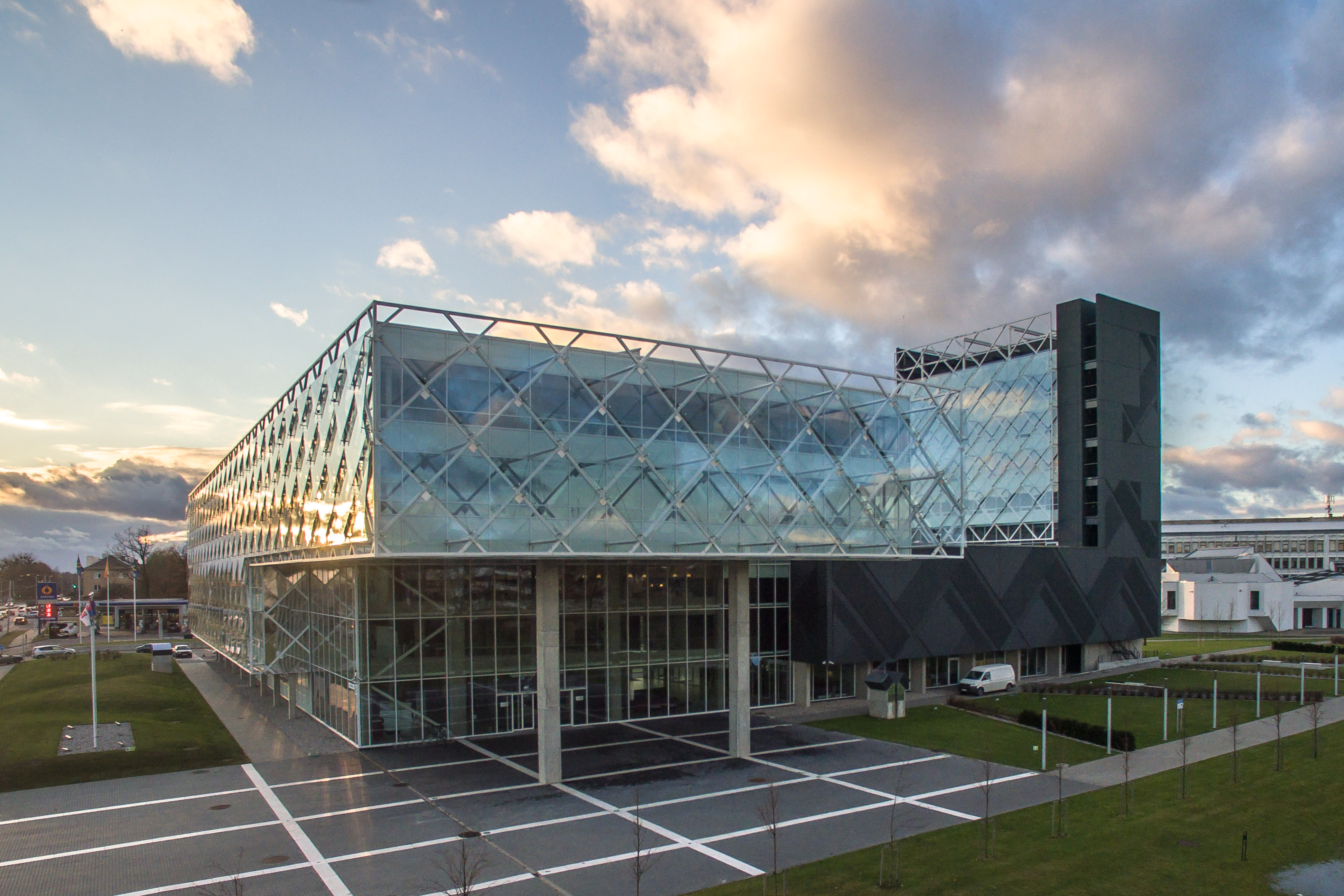
カウナス工科大学

カウナス工科大学（リトアニア語: Kauno technologijos universitetas、略称: KTU）は、リトアニア・カウナスに位置する大学である。バルト三国で最も大規模な工科大学である。
ソ連期にはカウナス工業大学（リトアニア語: Kauno politechnikos institutas、1950年 - 1974年）やカウナス・アンタナス・スニエチクス工業大学（リトアニア語: Kauno Antano Sniečkaus politechnikos institutas、1974年 - 1989年）と呼ばれていた。